# 1318
Il 1318 (MCCCXVIII in numeri romani) è un anno  del XIV secolo.

## Eventi
- La Signoria dei Carraresi comincia a governare la città di Padova, governo che durerà per quasi un secolo
- Dopo una rivolta, re Birger di Svezia fugge a Gotland e poi in Danimarca

## Nati
- 18 marzo - Baha al-Din Naqshband Bukhari, mistico arabo († 1389)
- 18 giugno - Eleonora d'Inghilterra, nobile britannica († 1355)
- 29 giugno - Yusuf I, sultano arabo († 1354)
- 11 settembre - Eleonora di Lancaster, nobile inglese († 1372)
- Andrea II Muzaka, nobile albanese († 1372)
- Costanza d'Aragona, principessa († 1346)
- Kitabatake Akiie, militare giapponese († 1338)
- Violante Paleologa, contessa († 1342)
- Anna d'Asburgo, religiosa austriaca († 1343)
- Francesco I della Ratta, nobile italiano († 1359)
- Venceslao I di Legnica, nobile polacco († 1364)
- Timbora di Roccaberti, nobile spagnola († 1364)
- Margherita di Tirolo-Gorizia, contessa († 1369)

## Morti
- 12 gennaio - Kamāl al-Dīn al-Fārisī, astronomo, fisico e matematico persiano (n. 1265)
- 17 gennaio - Erwin von Steinbach, architetto tedesco (n. 1244)
- 14 febbraio - Margherita di Francia (n. 1279)
- 11 marzo - Margherita d'Inghilterra, principessa inglese (n. 1275)
- 24 giugno - Azzo IX d'Este, nobile italiano
- 24 giugno - Gilles Aycelin I de Montaigut, arcivescovo cattolico francese (n. 1252)
- 22 luglio - Abu Hammu Musa I, sovrano
- 3 agosto - Michel du Bec-Crespin, cardinale francese
- 14 agosto - Giacomo Colonna, cardinale italiano
- 20 agosto - Cassono della Torre, patriarca cattolico italiano
- 24 agosto - Sofia di Landsberg, nobile tedesca
- 22 settembre - Alberto II di Brunswick-Lüneburg, nobile
- 14 ottobre - Edward Bruce, condottiero scozzese
- 22 novembre - Michail Jaroslavič, principe russo (n. 1271)
- 29 novembre - Heinrich von Meißen, poeta tedesco
- Abdisho bar Berika, arcivescovo cristiano orientale e scrittore siro
- Jean IV de Beaumont, militare francese
- Llywelyn Bren, rivoluzionario gallese
- Calandrino, pittore italiano
- Jean de Corbeil, militare francese
- Esen Buka, condottiero mongolo
- Guido Corradi, politico italiano
- Erik Magnusson, duca svedese (n. 1282)
- Valdemaro Magnusson, principe svedese
- Gherardino Malaspina, vescovo cattolico italiano
- Ottone IV di Weimar-Orlamünde, nobile tedesco
- Alberto Scotti, nobile, banchiere e politico italiano (n. 1252)
- Tommaso d'Epiro, sovrano
- Rashid al-Din Hamadani, storico, funzionario e medico persiano (n. 1247)
- Pietro d'Ayerbe, nobile, politico e militare spagnolo (n. 1257)
- Averardo di Averardo de' Medici, politico italiano

## Calendario
| Calendario 1318 | Calendario 1318 | Calendario 1318 | Calendario 1318 | Calendario 1318 | Calendario 1318 | Calendario 1318 | Calendario 1318 | Calendario 1318 | Calendario 1318 | Calendario 1318 | Calendario 1318 | Calendario 1318 | Calendario 1318 | Calendario 1318 | Calendario 1318 | Calendario 1318 | Calendario 1318 | Calendario 1318 | Calendario 1318 | Calendario 1318 | Calendario 1318 | Calendario 1318 | Calendario 1318 | Calendario 1318 | Calendario 1318 | Calendario 1318 | Calendario 1318 | Calendario 1318 | Calendario 1318 | Calendario 1318 | Calendario 1318 | Calendario 1318 |
| --------------- | --------------- | --------------- | --------------- | --------------- | --------------- | --------------- | --------------- | --------------- | --------------- | --------------- | --------------- | --------------- | --------------- | --------------- | --------------- | --------------- | --------------- | --------------- | --------------- | --------------- | --------------- | --------------- | --------------- | --------------- | --------------- | --------------- | --------------- | --------------- | --------------- | --------------- | --------------- | --------------- |
|                 | 1               | 2               | 3               | 4               | 5               | 6               | 7               | 8               | 9               | 10              | 11              | 12              | 13              | 14              | 15              | 16              | 17              | 18              | 19              | 20              | 21              | 22              | 23              | 24              | 25              | 26              | 27              | 28              | 29              | 30              | 31              |                 |
| Gennaio         | Do              | Lu              | Ma              | Me              | Gi              | Ve              | Sa              | Do              | Lu              | Ma              | Me              | Gi              | Ve              | Sa              | Do              | Lu              | Ma              | Me              | Gi              | Ve              | Sa              | Do              | Lu              | Ma              | Me              | Gi              | Ve              | Sa              | Do              | Lu              | Ma              |                 |
| Febbraio        | Me              | Gi              | Ve              | Sa              | Do              | Lu              | Ma              | Me              | Gi              | Ve              | Sa              | Do              | Lu              | Ma              | Me              | Gi              | Ve              | Sa              | Do              | Lu              | Ma              | Me              | Gi              | Ve              | Sa              | Do              | Lu              | Ma              |                 |                 |                 |                 |
| Marzo           | Me              | Gi              | Ve              | Sa              | Do              | Lu              | Ma              | Me              | Gi              | Ve              | Sa              | Do              | Lu              | Ma              | Me              | Gi              | Ve              | Sa              | Do              | Lu              | Ma              | Me              | Gi              | Ve              | Sa              | Do              | Lu              | Ma              | Me              | Gi              | Ve              |                 |
| Aprile          | Sa              | Do              | Lu              | Ma              | Me              | Gi              | Ve              | Sa              | Do              | Lu              | Ma              | Me              | Gi              | Ve              | Sa              | Do              | Lu              | Ma              | Me              | Gi              | Ve              | Sa              | Do              | Lu              | Ma              | Me              | Gi              | Ve              | Sa              | Do              |                 |                 |
| Maggio          | Lu              | Ma              | Me              | Gi              | Ve              | Sa              | Do              | Lu              | Ma              | Me              | Gi              | Ve              | Sa              | Do              | Lu              | Ma              | Me              | Gi              | Ve              | Sa              | Do              | Lu              | Ma              | Me              | Gi              | Ve              | Sa              | Do              | Lu              | Ma              | Me              |                 |
| Giugno          | Gi              | Ve              | Sa              | Do              | Lu              | Ma              | Me              | Gi              | Ve              | Sa              | Do              | Lu              | Ma              | Me              | Gi              | Ve              | Sa              | Do              | Lu              | Ma              | Me              | Gi              | Ve              | Sa              | Do              | Lu              | Ma              | Me              | Gi              | Ve              |                 |                 |
| Luglio          | Sa              | Do              | Lu              | Ma              | Me              | Gi              | Ve              | Sa              | Do              | Lu              | Ma              | Me              | Gi              | Ve              | Sa              | Do              | Lu              | Ma              | Me              | Gi              | Ve              | Sa              | Do              | Lu              | Ma              | Me              | Gi              | Ve              | Sa              | Do              | Lu              |                 |
| Agosto          | Ma              | Me              | Gi              | Ve              | Sa              | Do              | Lu              | Ma              | Me              | Gi              | Ve              | Sa              | Do              | Lu              | Ma              | Me              | Gi              | Ve              | Sa              | Do              | Lu              | Ma              | Me              | Gi              | Ve              | Sa              | Do              | Lu              | Ma              | Me              | Gi              |                 |
| Settembre       | Ve              | Sa              | Do              | Lu              | Ma              | Me              | Gi              | Ve              | Sa              | Do              | Lu              | Ma              | Me              | Gi              | Ve              | Sa              | Do              | Lu              | Ma              | Me              | Gi              | Ve              | Sa              | Do              | Lu              | Ma              | Me              | Gi              | Ve              | Sa              |                 |                 |
| Ottobre         | Do              | Lu              | Ma              | Me              | Gi              | Ve              | Sa              | Do              | Lu              | Ma              | Me              | Gi              | Ve              | Sa              | Do              | Lu              | Ma              | Me              | Gi              | Ve              | Sa              | Do              | Lu              | Ma              | Me              | Gi              | Ve              | Sa              | Do              | Lu              | Ma              |                 |
| Novembre        | Me              | Gi              | Ve              | Sa              | Do              | Lu              | Ma              | Me              | Gi              | Ve              | Sa              | Do              | Lu              | Ma              | Me              | Gi              | Ve              | Sa              | Do              | Lu              | Ma              | Me              | Gi              | Ve              | Sa              | Do              | Lu              | Ma              | Me              | Gi              |                 |                 |
| Dicembre        | Ve              | Sa              | Do              | Lu              | Ma              | Me              | Gi              | Ve              | Sa              | Do              | Lu              | Ma              | Me              | Gi              | Ve              | Sa              | Do              | Lu              | Ma              | Me              | Gi              | Ve              | Sa              | Do              | Lu              | Ma              | Me              | Gi              | Ve              | Sa              | Do              |                 |